# بسکینگ ریج (نیوجرسی)
بسکینگ ریج (به انگلیسی: Basking Ridge) یک منطقهٔ مسکونی در ایالات متحده آمریکا است که در برناردز، نیوجرسی واقع شده‌است. بسکینگ ریج ۳۴٫۸۵ کیلومتر مربع مساحت و ۲۶٬۷۴۷ نفر جمعیت دارد و ۱۰۲ متر بالاتر از سطح دریا واقع شده‌است.